# 遠鉄観光
遠鉄観光（えんてつかんこう）は遠州鉄道が静岡県遠州を基軸に行う貸切バス事業・ツアーバス事業（観光バス事業）・旅行業の通称である。

## 概要
遠鉄観光バスグループには、以前には遠鉄トラベル・浜松観光バスも存在したが、それとは別に遠州鉄道本体で観光事業を行うことにより、遠鉄直営の各事業（特に乗合バス事業）との連携の強化を図っている。また、浜松駅バスターミナルをはじめとする乗合バスの窓口でチラシを配ったり申し込みを受け付けたりするなど、宣伝・予約面での協力も強化している。
なお、乗務員に関してはかつての浜松観光バス乗務員を除き、乗合バス乗務との完全分離はされておらず、定期（一般路線）→貸切（遠鉄観光）→高速（空港・都市間）の昇任制度に基づいている他、矢印右側の担当乗務員はそれより左の乗務を行う場合がある（貸切班が定期に乗務するなど）。

## 沿革
- 1970年（昭和45年） - 貸切の名古屋営業所を開設し営業エリアを愛知県全域にも拡大。
- 2015年（平成27年）1月1日 - 浜松観光バス株式会社を遠州鉄道に吸収合併。
- 2020年（令和3年）9月1日 - 株式会社遠鉄トラベルを遠州鉄道に吸収合併。

## 展開するサービス

### バンビツアー
1969年にこの愛称の使用を開始した。

### ユトリノ
個人での参加を促進する個人参加型バスツアー。1人でもリラックスして参加してもらうため、1グループ6名まで、中学生以上のみ、大きな声での会話の禁止など、個人旅行としての形を整えている。

### ちょこっとおでかけ便
添乗員が乗務しない、往復のバス輸送がメインとなったツアーバスである。最小催行人数1人であり、極めて乗合バスに近い面を持つ。
中でも、現在は廃止された渋谷・六本木ゆきは目的地が観光地でない、（途中バス停である）渋谷駅での下車も出来る、片道利用が出来るなど、極めて高速バスに近いが、運行日限定・小児同額など、ツアーバスとしての側面も持っている。
なお、渋谷・六本木ゆき以外は往復利用が前提となる。

### 遠鉄直行バス
こちらもちょこっとおでかけ便に近いが、片道利用が可能となる、集合・解散・現地滞在時間での案内ではなく出発時刻の案内となるなどより高速バスに近づけたものである。但し、目的地が観光地ということもあり、観光地へゆく高速バスというイメージを持たせている。

## 営業所
- 細江営業所
- 磐田営業所
- 三方原営業所
- 浜松東営業所
- 浜松西営業所

### 廃止営業所
- 名古屋営業所
  - 名古屋市天白区に立地していた。
- 浜松観光営業所
- 三ヶ日営業所
  - 跡地は乗合バス用の三ヶ日車庫となり、細江営業所が管轄している。
- 佐久間貸切営業所
  - 1971年6月限りで廃止。遠鉄バス北遠本線も参照。
- 湖西営業所
  - 2006年9月限りで廃止。
- 中遠観光営業所
  - 袋井市に立地していた。
- 福田営業所
  - 2015年9月限りで廃止。

## 車両

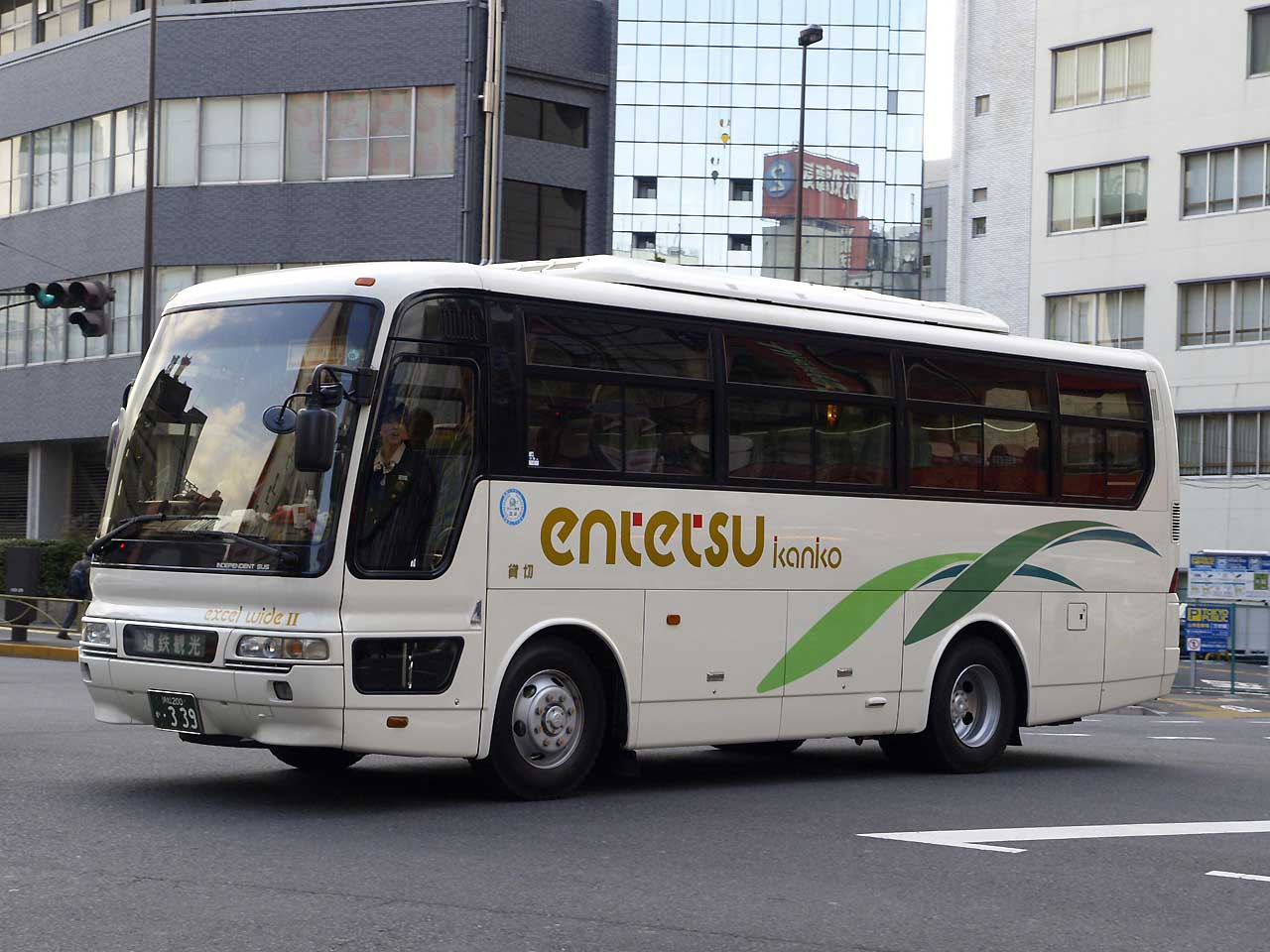
エクセルワイドII

かつては子会社の浜松観光バスと合わせて500台近くの貸切車を保有し、全国でも有数の規模であったが、リーマンショックをはじめとする不況や時代情勢変化の影響を受け、現在では200台弱の保有台数となっている。
乗合バス車輛と異なり「entetsu kanko」または「entetsu」と表記されるが、「yutorino」など、サービス名が表記されることもある。また、下記の様な車輛愛称が大きく表記されることもある。
2010年には静岡県下初のトイレ付き貸切車輛とサロン付き車輛が傘下の浜松観光バスと共に導入され、それぞれプレミアムロイヤル・ニューロイヤルの愛称が付いている。
なお、リフト車スーパービューウィズは2012年1月迄に全廃、2016年3月1日からは全車両が全面禁煙となる。
遠鉄観光バスグループでは三菱ふそう・日野・いすゞの3社が採用されている。いすゞは長らく採用が途絶えており在籍していない期間が長かったが2014年に久々に導入が再開された。
日野製の車両はセレガになる前のブルーリボン時代までは全車富士重工ボディを採用していた。またかつては路線車では存在しない富士重工ボディ架装の三菱ふそう車も存在した。